# Oranje-Nassau (mijnen)

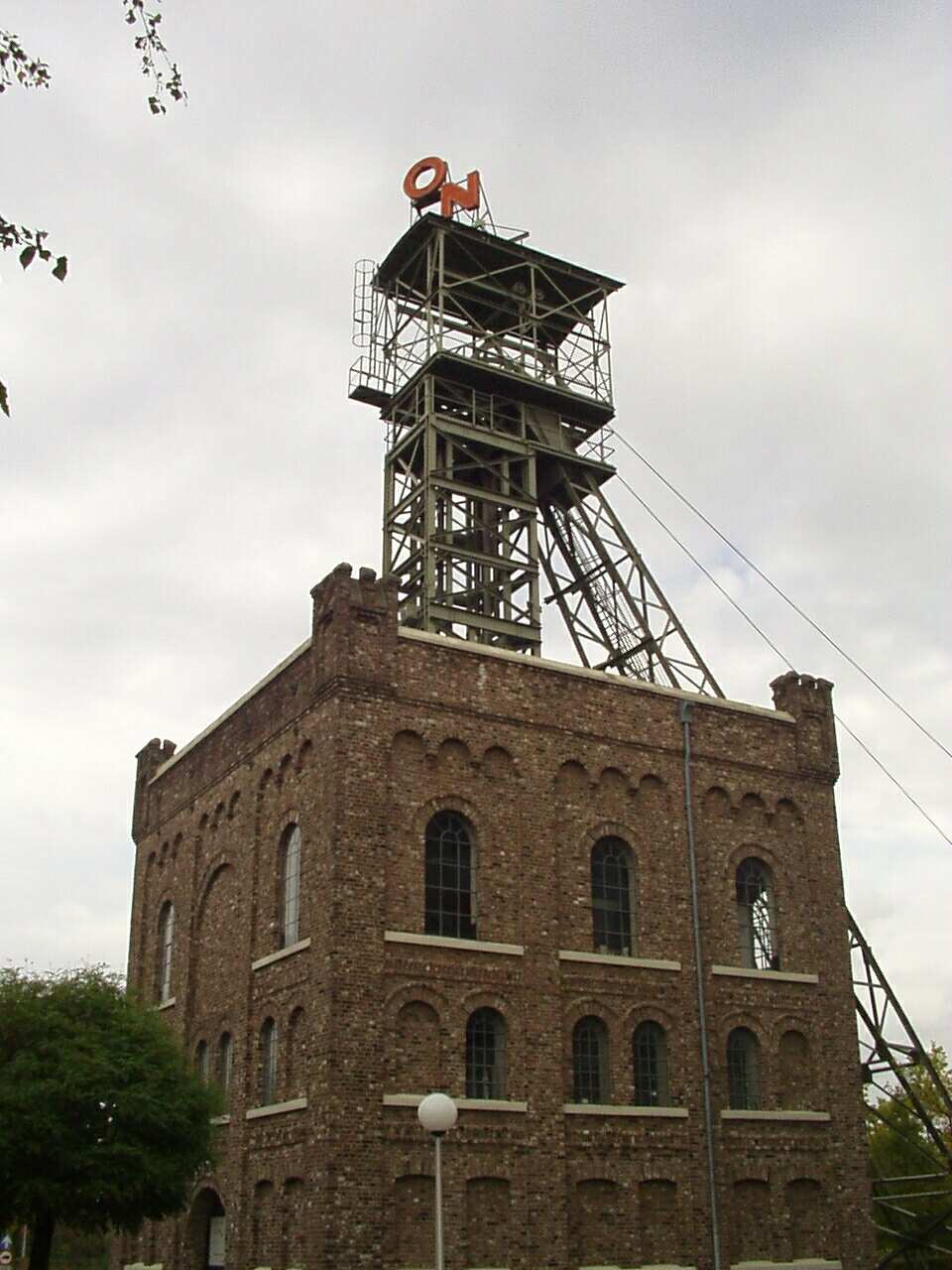
Schachtgebouw 2 van de ON I in Heerlen.

Oranje-Nassau was tussen 1899 en 1974 een particulier mijnbouwbedrijf in Zuid-Limburg voor de winning van steenkool in het Zuid-Limburgs steenkoolbekken. Het was het grootste particuliere mijnbedrijf in Nederland.
De onderneming had twee concessies in de buurt van Heerlen. De concessie met de naam Oranje Nassau werd in 1893 verleend aan Henri Sarolea. In totaal zijn drie mijnen (genaamd: Oranje-Nassau I, III en IV) gevestigd op deze concessie. Een tweede concessie Carl in Schaesberg was in 1893 door de gebroeders Honigmann verworven en aan de maatschappij toegevoegd. Deze concessie werd geëxploiteerd met de mijn Oranje-Nassau II.
Van de vier mijnzetels beëindigde de ON IV in 1967 als eerste de bovengrondse activiteiten. In augustus 1967 werd daar de laatste kolenwagen naar boven gehaald en werd de mijn geïntegreerd met de ON III, waarbij de ON IV werkte als luchtschacht. In 1971 werd de ON II de eerste mijnzetel die volledig sloot en in 1973 volgde de sluiting van de Oranje-Nassau III/IV. Het naar boven halen van de allerlaatste kolenwagen op dinsdag 31 december 1974 rond 19:00 uur in de avond van de laatst opengebleven mijn Oranje Nassau I, betekende ook het einde van de steenkolenwinning in Limburg, en daarmee in Nederland.
Het hoofdkantoor van de Oranje-Nassaumijnen bevond zich in een gebouw aan de rand van het centrum van Heerlen, dat sinds 1999 bescherming geniet als rijksmonument.

## Geschiedenis

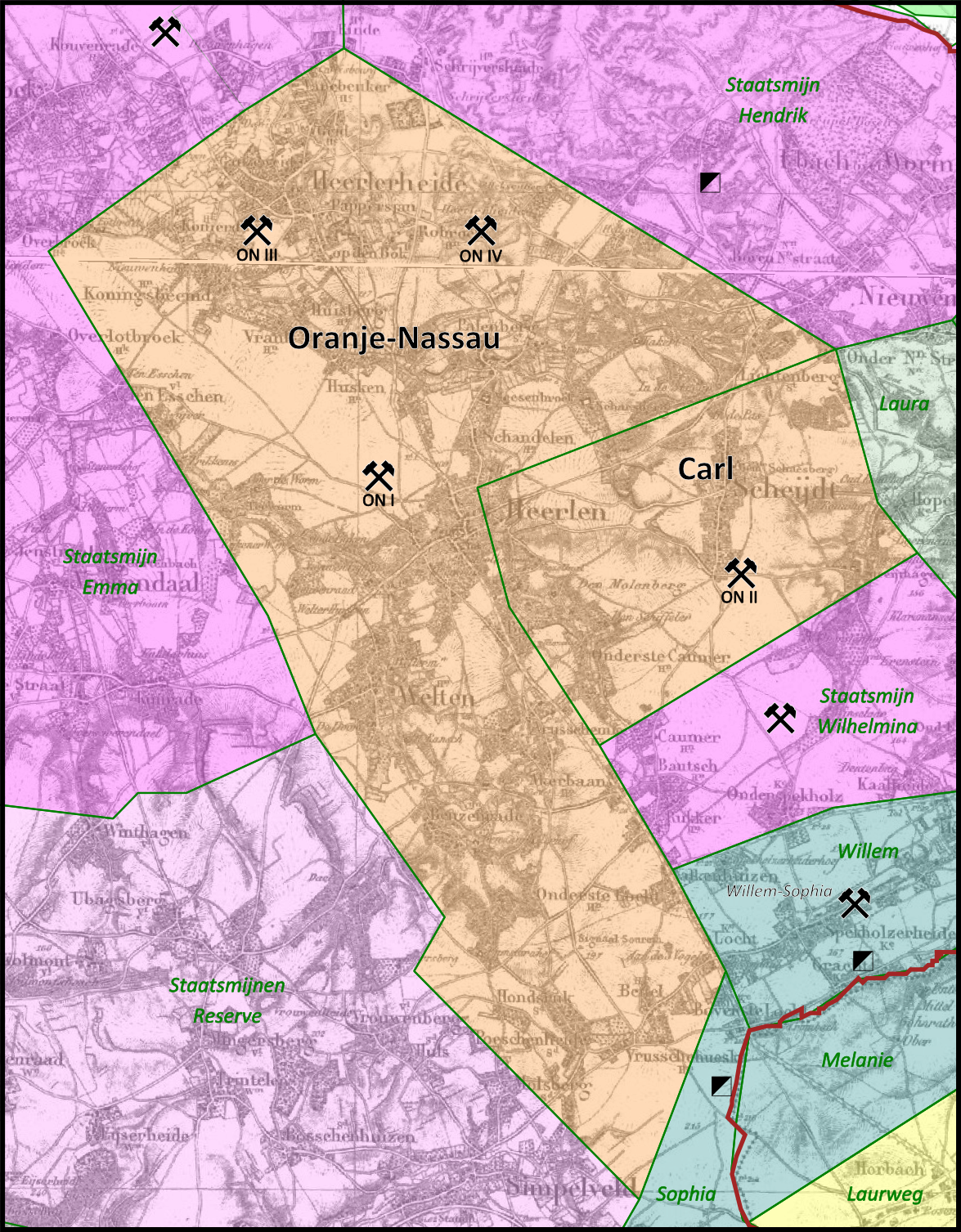
Ligging van de concessies Oranje-Nassau en Carl met de vier mijnzetels

Door toenemende industrialisering steeg rond 1850 de vraag naar steenkool sterk, en nieuwe mijnen waren noodzakelijk om in de behoefte te kunnen voorzien. In Zuid-Limburg produceerden de Domaniale mijn en de Neuprickmijn in Kerkrade al steenkool en kort na 1850 werden ook meer westelijk proefboringen gedaan en werden concessies verleend, het duurde echter tot begin 1900 voor de eerste steenkool hier naar boven werd gebracht.
Een consortium onder leiding van Henri Sarolea kreeg bij Koninklijk Besluit van 2 mei 1893 onder de benaming Oranje-Nassau de concessie voor de winning van steenkool in een gebied met een omvang van bijna 3.400 hectare in de gemeente Heerlen en Schaesberg. De concessie werd ingebracht in de NV Maatschappij tot Exploitatie van Limburgsche Steenkolenmijnen. Sarolea zocht medefinanciers om zijn plannen te realiseren. De Duitse broers Carl en Friedrich Honigmann waren al jaren actieve investeerders in de mijnbouw; zij waren bereid geld en de concessie Carl in de onderneming te steken. Het startkapitaal van de Maatschappij bedroeg 1,5 miljoen gulden verdeeld over 1.500 aandelen van elk 1.000 gulden. De gebroeders Honigmann hadden een duidelijk meerderheidsbelang met 1.370 aandelen. Sarolea had tien aandelen en de overige 120 aandelen waren in handen van twee andere financiers. De opening van de spoorlijn in 1896 tussen Sittard en Herzogenrath, net over de grens in Duitsland, ontsloot het nieuwe mijngebied. De steenkool kon nu via het spoor in grote hoeveelheden en tegen aanvaardbare transportkosten naar de klanten worden vervoerd.
Na de dood van Sarolea (in 1900) nam Eduard Honigmann, de zoon van Friedrich, de directie van de mijn over. Carl Honigmann overleed in 1903 en in 1908 werd de Maatschappij door Friedrich Honigmann voor vijf miljoen gulden verkocht aan de Frans-Lotharingse familieonderneming Les Petits-Fils de François de Wendel et Cie (PFFW) gevestigd in Parijs. De familie De Wendel had sinds begin 18e eeuw veel belangen opgebouwd in de ijzer- en staalindustrie in Lotharingen. Bij de fabricage werd veel cokes gebruikt en De Wendel was hiervoor afhankelijk van Duitse producenten die zich in 1896 hadden verenigd in een kartel. Met de aankoop van de Oranje-Nassaumijnen dacht de familie meer cokes zelf te produceren. Een boring in het noordveld in 1908 leek veelbelovend, en de bouw van de Oranje-Nassaumijn III in Heerlerheide begon productie in 1917, maar breuken in de ondergrond bleken de winbare hoeveelheid vetkool minder rendabel te maken. De vetkoolwinning werd in 1927 gestaakt, maar hervat in 1932. De Oranje-Nassau mijnen produceerden uiteindelijk voornamelijk magerkool.

## Steenkoolwinning
In 1896 werd begonnen met de aanleg van de eerste twee schachten van de nieuwe mijnzetel Oranje-Nassau I. De eerste kolen werden in 1899 gedolven. In 1905 werd gestart met de aanleg van een derde schacht die in 1912 in gebruik werd genomen. Voor de mijn Oranje-Nassau II in de concessie Carl, gelegen in Schaesberg, begon het afdiepen van de twee schachten in 1898. Deze werden in bedrijf gesteld in 1902 en 1904. De mijn werd pas in volle productie genomen in 1906 toen een spoorverbinding met Heerlen gereed was. Na de overname door de Wendel in 1908 duurde het nog tot 1912 voordat met de bouw van een schacht van Oranje-Nassau III in Heerlerheide werd begonnen. Deze mijn startte in 1917 de productie. Al in 1910 was in  Heksenberg een begin gemaakt met het delven van een ventilatieschacht voor Oranje-Nassau III. Later werden de plannen uitgebreid, uiteindelijk werd hier in 1928 Oranje-Nassau IV in bedrijf gesteld als zelfstandige mijn. Dit was gelijk de kleinste van de vier Oranje-Nassau mijnen. De diepste steenkoollagen die in 1953 door de ON-mijnen werden ontgonnen lagen op 545 meter diepte en in datzelfde jaar werd 2,6 miljoen ton steenkool geproduceerd. Het aandeel van de Oranje-Nassau mijnen kwam daarmee op ongeveer 20% van de totale Nederlandse steenkoolproductie.

## Productie
De vier mijnzetels produceerden tussen 1899 en 1974 totaal ruim 118 miljoen ton steenkool. Deze bestond grotendeels uit huisbrandkolen, alhoewel er uit de mijnvelden van de ON III en ON IV tot 1927 gasrijke kolen werden gewonnen. Sinds 1923 produceerde de ON III de meeste kolen. De grootste productie werd in 1937 behaald, er werd toen door de vier mijnen 2,93 miljoen ton kolen naar boven gebracht.
| Naam mijn                 | locatie                | jaren in productie | totale productie |
| ------------------------- | ---------------------- | ------------------ | ---------------- |
| Oranje-Nassau I           | Heerlen                | 1899 - 1974        | 31.978.000 ton   |
| Oranje-Nassau II          | Schaesberg (Landgraaf) | 1904 - 1971        | 34.064.000 ton   |
| Oranje-Nassau III         | Heerlerheide           | 1917 - 1973        | 38.265.000 ton   |
| Oranje-Nassau IV          | Heksenberg (Heerlen)   | 1928 - 1967        | 13.754.000 ton   |
| Totaal Oranje-Nassau I-IV |                        | 1899 - 1974        | 118.061.000 ton  |

## Verwerking
Bovengronds werden de stenen verwijderd en werd de steenkool geklasseerd. De mijnen produceerden mager-, halfvet- en driekwartvetkolen. Verder werden de kolen gewassen en gezeefd waarbij de grootste kolen werden afgescheiden. Voor de Oranje-Nassau mijnen met de nummers I, III en IV gebeurde dat op de locatie van mijnzetel Oranje-Nassau I. Oranje-Nassau II had, mede vanwege de enigszins afgelegen locatie, een eigen zeverij. De overgebleven fijnkool werd na toevoeging van pek en onder hoge druk samengeperst tot briketten en eierbriketten. De briketfabrieken van de Oranje-Nassau hadden een gezamenlijke capaciteit van 500.000 ton per jaar.

## Afnemers
De steenkool en briketten werden voor de Tweede Wereldoorlog voornamelijk afgezet in Nederland en geëxporteerd naar onder andere België. Ondanks de centrale ligging van de mijnen kwam de export niet echt goed op gang vanwege handelsbelemmeringen. Vlak voor en tijdens de Tweede Wereldoorlog kwam de export helemaal tot stilstand. Pas in 1952, na de oprichting van de Europese Gemeenschap voor Kolen en Staal (EGKS) kwam de export weer op gang. De EGKS had tot belangrijkste taak de handelsbelemmeringen tussen de deelnemende landen, dat zijn Nederland, België, Luxemburg, Duitsland, Frankrijk en Italië, weg te nemen en de internationale handel te bevorderen.

## Werknemers
In 1953 telde de Maatschappij 8349 ‘arbeiders’, waarvan er 5383 ondergronds werkten (exclusief 110 maandloners en 783 beambten). De grootste personeelsbezetting hadden de Oranje-Nassau Mijnen in 1958 met 9742 werknemers. De onderneming zorgde ook voor huisvesting van het personeel, in opdracht van het bedrijf zijn er in de omgeving van Heerlen uiteindelijk meer dan 1.400 woningen gebouwd. Naast het beschikbaar stellen van een woning, werd ook financiële ondersteuning verleend voor het huren of kopen van deze huizen.

## Schoorstenen

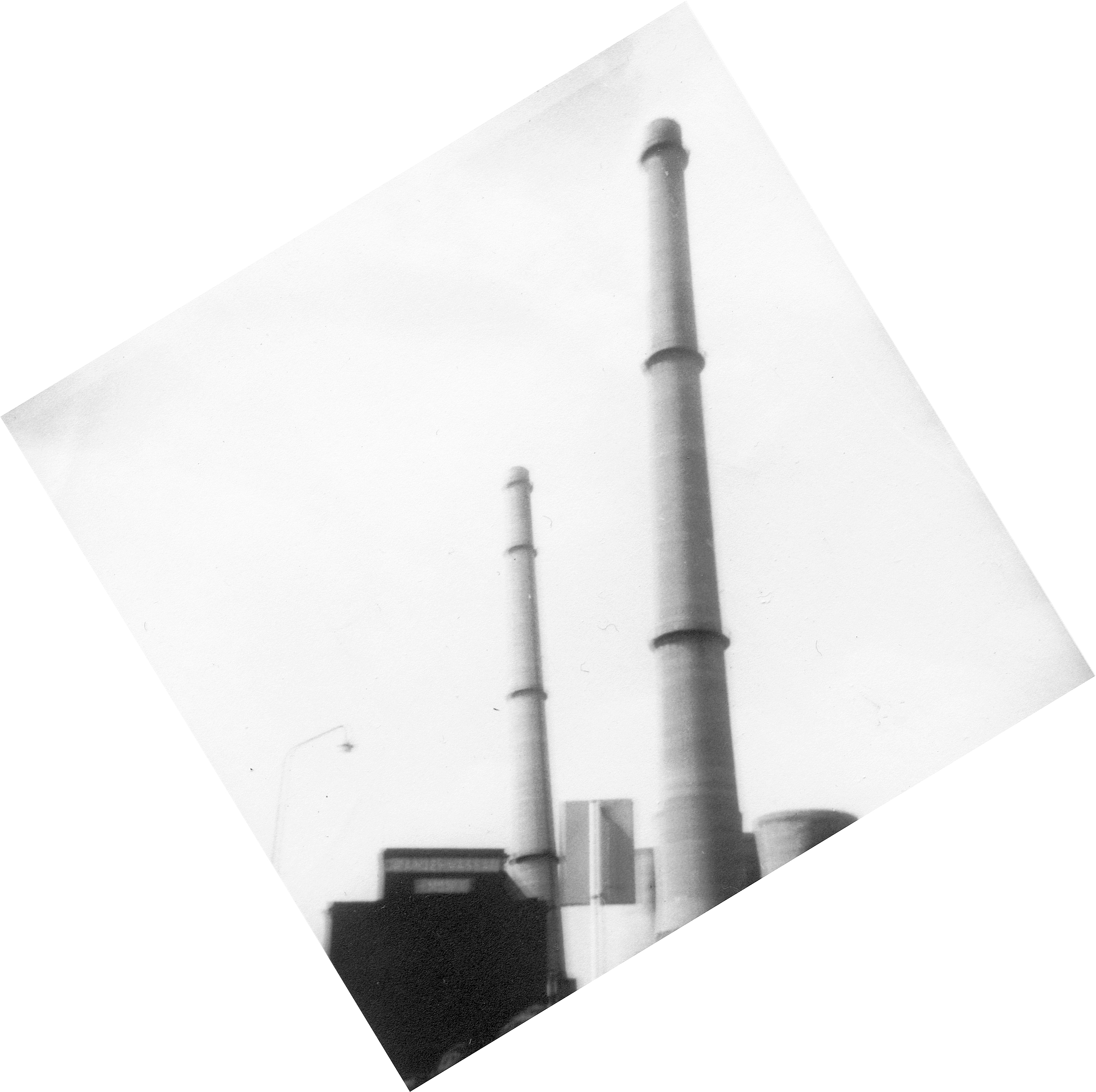
Lange Jan, met op de achtergrond Lange Lies

De ON I had een eigen elektriciteitscentrale, waarvoor in 1937/38 een 135 meter hoge schoorsteen werd gebouwd die Lange Jan werd genoemd, samen met de tweede schoorsteen Lange Lies (1953, 155 m) domineerden zij de skyline van Heerlen tot augustus 1976.

## Steenbergen
De Steenberg Oranje-Nassau IV met steenafval van de kolenmijn had een oppervlakte van ongeveer 11 hectare, met een hoogte van 45 meter en een massa van 3,1 miljoen ton.

## Sluiting
In de jaren zestig werden de mijnen steeds minder rendabel, mede door de import van goedkopere steenkool uit het buitenland, vanaf 1964 waren de ON-mijnen verlieslijdend en kregen overheidssteun. Onder het Kabinet-Cals werd op 17 december 1965 in de Stadsschouwburg van Heerlen de mijnsluiting in Zuid-Limburg aangekondigd, en is op 31 december 1974 aan de steenkoolwinning een einde gekomen. De snelle exploitatie van de grote aardgasvondst in Groningen maakte de noodzaak van een eigen steenkoolindustrie ook minder noodzakelijk.
De sluiting van de Oranje-Nassau mijnzetels ging stapsgewijs. In februari 1967 werd besloten de ondergrondse mijnactiviteiten van Oranje-Nassau III en IV samen te voegen, en de steenkoolproductie en het bovengrondse bedrijf van Oranje-Nassau IV in augustus 1967 stil te leggen. De totale productie van Oranje-Nassau daalde van 2,5 miljoen ton steenkool in 1965 naar 2,0 miljoen ton in 1968. In diezelfde periode daalde de personeelssterkte van 9298 naar 6719. In discussie met de overheid werd de volgorde van sluiten als volgt overeengekomen: Oranje-Nassau II als eerste (juni 1971), dan ON III/IV (3 augustus 1973) en ten slotte zetel I (31 december 1974). De belangrijkste bovengrondse bedrijven waren gevestigd bij zetel I in Heerlen en dit verklaart de late sluitingsdatum. Oranje Nassau I werd uiteindelijk op dinsdag 31 december 1974 gesloten. Rond 19:00 uur in de avond werd de allerlaatste kolenwagen naar boven gehaald.
In het laatste jaar werd ruim 0,4 miljoen ton steenkool geproduceerd.

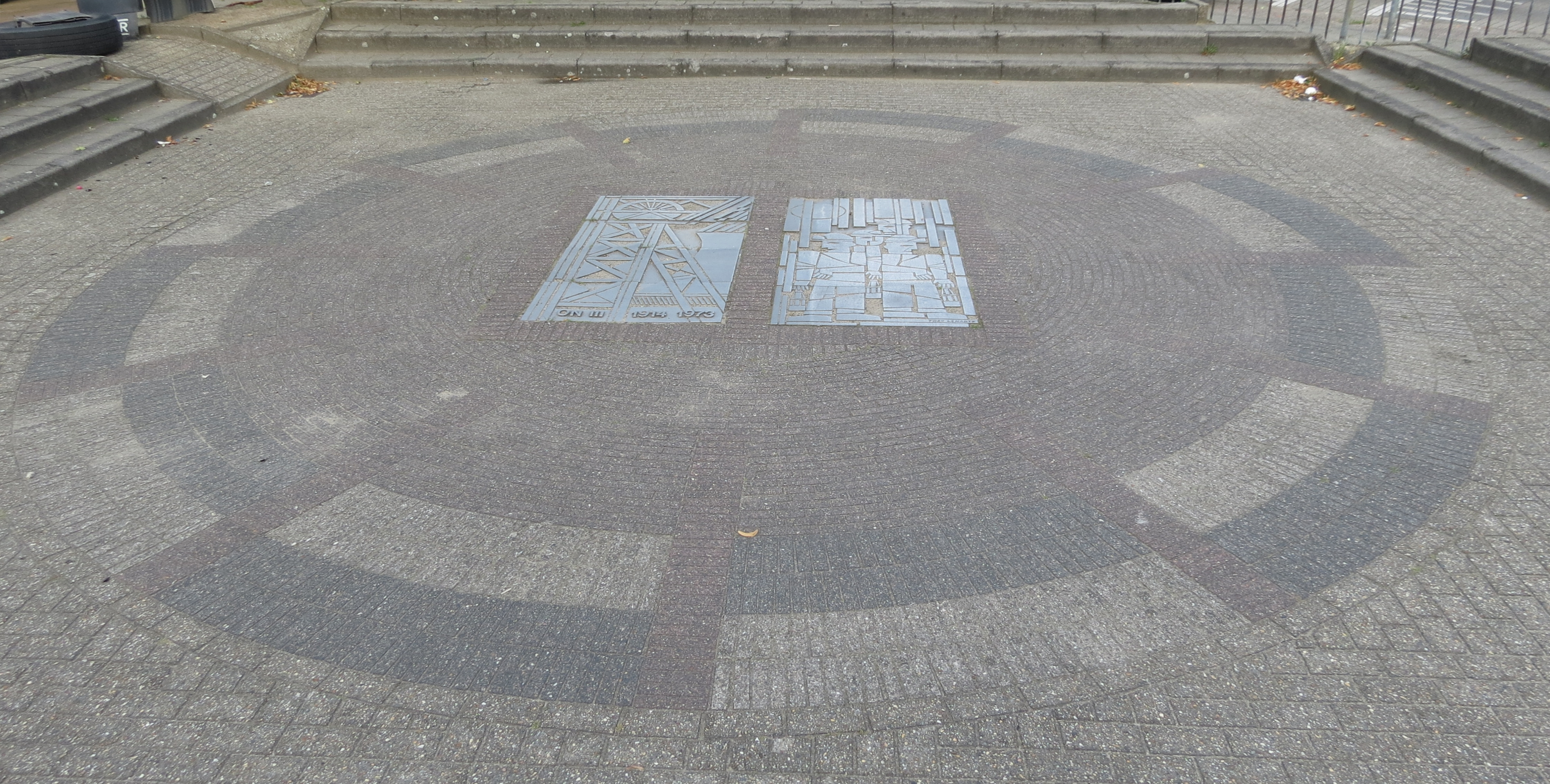
Afgedekte schachtlocatie van de ON III.

De schachten werden vanaf 1971 gedicht. Op de hoogste verdieping van het ondergrondse bedrijf werd een betonnen prop aangebracht en de daarboven gelegen schacht werd volgestort met van een steenberg afkomstige mijnstenen. De drie schachten van Oranje-Nassau I werden op deze wijze vanaf februari 1975 gesloten. Omdat het water niet meer werd opgepompt, zijn de ondergrondse werken onder water komen te staan. In Heerlerheide wordt sinds 2008 dit (warme) mijnwater gebruikt in een aardwarmteproject.

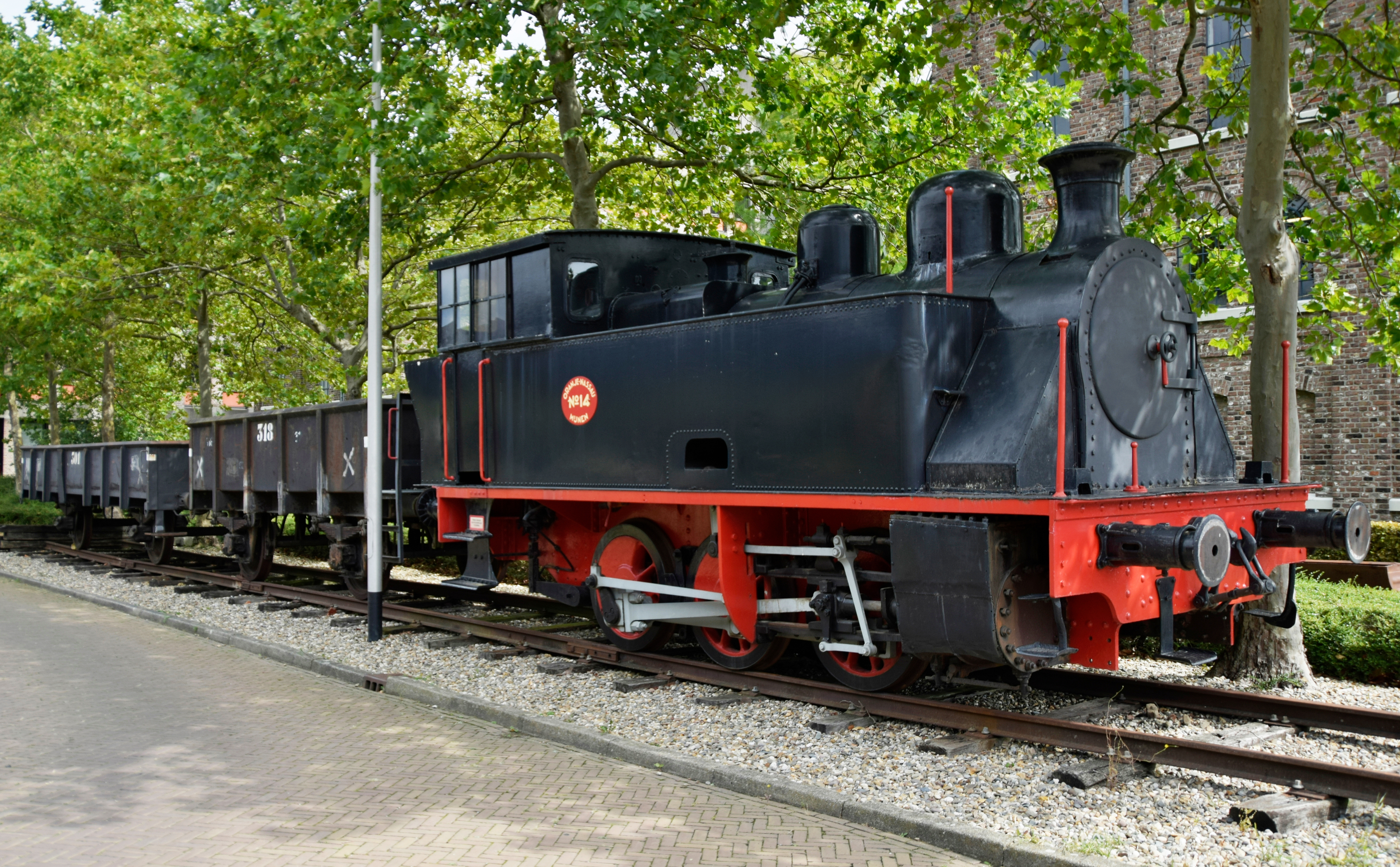
Loc ON 14 opgesteld bij het Nederlands Mijnmuseum.

Het Nederlands Mijnmuseum is sinds medio 2005 gevestigd in het schachtgebouw en het ophaalmachine gebouw van schacht II van de voormalige mijnzetel Oranje-Nassau I te Heerlen.
Het Franse bedrijf Wendel bestaat nog en opereert onder de naam Wendelgroup. Het is 100% eigenaar van een Nederlands dochterbedrijf dat de naam Oranje-Nassau draagt. Na de overname van de Oranje-Nassaumijnen in Limburg door de Nederlandse Staat is de aandacht verschoven naar investeringen in energie, met name aardolie, aardgas en onroerend goed. Deze laatste activiteit in is 2007 afgestoten. Medio 2009 heeft Wendelgroup de energie-activiteiten van Oranje-Nassau verkocht aan Oranje-Nassau Energie (ONE), dat belangen heeft in Nederlandse offshore olie -en gasvelden. Wat overbleef is een investeringsmaatschappij met belangen in diverse kleinere bedrijven zoals de Van Gansewinkel Groep.
Het gebouw en de geluidseffecten van de Efteling-attractie Baron 1898 zijn gebaseerd op de Heerlense Oranje-Nassau I mijn. Het ontwerpteam van het park heeft hiervoor ook het Nederlands Mijnmuseum bezocht.